# Geoffrey Keating
Seathrún Céitinn, på engelska känd som Geoffrey Keating, var en irländsk präst, poet och historiker som levde på sextonhundratalet. Han föddes i grevskapet Tipperary (Tiobraid Árann), enligt de nyaste forskningsrönen i Inishlounaght (Inis Leamhnachta), ungefär år 1569, och dog antagligen i Ballylooby (Béal Átha Lúbaigh), där han ligger begravd.

## Biografi
I november 1603 reste Keating och en del andra irländare till Frankrike under ledning av pastor Diarmuid Mac Cárthaigh (McCarthy) för att studera teologi i Bordeaux. Där uppstod både hans avskedsdikt till Irland och senare en klagodikt över Irlands dåvarande tillstånd, när han väl erfarit om de historiska händelser som brukar omtalas som earlarnas flykt (the Flight of the Earls, Imeacht na nIarlaí). Earlarnas flykt innebar att de främsta representanterna för Irlands normandiskättade, men språkligt och kulturellt gaeliserade adel lämnade Irland, vilket så småningom ledde till att en ny, engelsktalande överklass tog vid och det iriska språket började gå tillbaka. Céitinn hörde själv hemma i samma etniska och sociala grupp som earlarna och identifierade sig med dem.
Kring år 1610 återvände han till Irland, där han blev präst i Knockgraffan (Cnoc Rafan), i dag New Inn (Loch Cheann) nära Cahir (An Chathair) i grevskapet Tipperary.
Keatings viktigaste litterära verk är Forus Feasa ar Éirinn (i vår tids rättskrivning Foras Feasa ar Éirinn), vars titel betyder ungefär "Grunden till kunskapen om Irland", även om det på engelska vanligen omtalas som Keating's History of Ireland, dvs. Keatings Irlandshistoria. Det är ett enormt kompendium av historia, traditioner och mytologi ur Irlands inhemska källor. I motsats till tidigare historieböcker på iriska, som vanligen var skrivna på ett konstlat, tillgjort ålderdomligt språk höll sig Keatings bok till det klassiska poetiska standardspråket, men utmärkte sig dessutom med en lättläst och naturlig prosastil. Sålunda är Keatings bok inte bara den bästa källan till irländarnas egen självbild och historieuppfattning på den tid då ön ännu förvaltades på iriska, utan också en milstolpe i irisk litteraturhistoria. Även om boken är på klassisk iriska, är den tack vare sin naturliga och okonstlade stil relativt tillgänglig även för den som bara är förtrogen med våra dagars skrivna standardiriska.
Boken cirkulerade i manuskript, eftersom en katolsk präst inte kunde få sitt verk tryckt i ett Irland som nu dominerades av engelska protestanter. Den definitiva editionen publicerades först i början av 1900-talet av Irish Texts Society i London. Inom rörelsen för det iriska språkets återupplivande ansåg en del, främst dr Risteard de Hindeberg (Richard Henebry), att samtida dialekter var fördärvade av engelskt inflytande och att rörelsen i stället borde främja Keatings iriska som standardspråk, eftersom Keating med sin lättlästa, men ändå klassiska stil utgjorde en förenande brygga mellan talspråket och den äldre traditionen. Till slut var det dock det levande talspråket som segrade.